# Francisco de Lacerda
Pour les articles homonymes, voir Lacerda.
Francisco Inácio da Silveira de Sousa Pereira Forjaz de Lacerda (né le 11 mai 1869 à Ribeira Seca et décédé le 18 juillet 1934 à Lisbonne) est un musicologue, chef d'orchestre et compositeur portugais.

## Biographie
Francisco de Lacerda naît sur l'île de São Jorge des Açores le 11 mai 1869. Issu d'une des plus influentes familles de l'île, il est le fils de l'intellectuel et homme politique João Caetano de Sousa e Lacerda duquel il reçoit ses premières leçons de musique et de piano à l'âge de quatre ans.
Adolescent, il déménage dans la ville de Angra do Heroísmo sur l'île de Terceira où il achève ses études secondaires. Il vient à Porto en 1886 pour y étudier la médecine tout en poursuivant l'étude de la musique. Son application est telle qu'il en vient à abandonner la médecine pour s'inscrire au conservatoire de Lisbonne (pt) sur les conseils de son professeur de piano António Maria Soler. Il y étudie sous l'égide de José António Vieira, Fransisco de Freitas Gazul et Frederico Guimarães. En 1891, il est diplômé avec d'excellentes notes et devient, l'année suivante, professeur de piano dans ce même établissement. En 1895, il obtient une bourse pour aller étudier au Conservatoire de Paris où il parfait ses connaissances musicales avec Libert, Pessard en harmonie, Louis-Albert Bourgault-Ducoudray en histoire de la musique et Widor pour l'orgue et le contrepoint.
En 1897, il entre à la Schola Cantorum où il se perfectionne à l'orgue avec Félix Alexandre Guilmant et à la composition avec Vincent d'Indy qui découvre son excellente aptitude à la direction d'orchestre. Il lui confie notamment l'orchestre de la Schola quand il quitte Paris pour ses déplacements et en éprouve une parfaite satisfaction.
Francisco de Lacerda reçoit ainsi l'influence des compositeurs français César Franck, Gabriel Fauré, Maurice Ravel, Francis Poulenc et Paul Dukas.
De retour aux Açores en 1899, il collecte ses premières mélodies populaires insulaires et commence à rassembler des connaissances sur la musique portugaise qui lui serviront dans ses compositions futures. Il fait sa première apparition publique en tant que chef d'orchestre en 1900. La même année, il est nommé membre du jury de l'Exposition universelle de Paris où il représente son pays en compagnie de Ressano Garcia, commissaire régional et António Arroio, délégué ministériel du gouvernement portugais.
Lors d'un voyage en Allemagne, il assiste au Festival de Bayreuth et reçoit l'enseignement en direction d'orchestre d'Arthur Nikisch et Hans Richter. En 1904, il prend la direction des concerts du Casino de la Baule en France puis celle de l'association des concerts historiques de Nantes entre 1904 et 1908 puis des concerts du Kursaal à Montreux en Suisse entre 1908 et 1912. Il dirige des œuvres méconnues de compositeurs tels que Borodine, Moussorgsky, Gabriel Fauré, Ernest Chausson et Claude Debussy. En 1912 et 1913, il dirige Les Grands concerts classiques de Marseille. À la veille de la Première Guerre mondiale, il est à l'apogée de sa carrière de chef d'orchestre.
En 1914, il revient dans son île natale pour raisons de santé et problèmes familiaux. Il restera ainsi 8 ans dans sa petite demeure de la côte sud de l'île. Il approfondit l'étude de la musique folklorique qu'il avait commencée quelques années auparavant et se consacre à la composition.
Il revient à Lisbonne en 1921 où il fonde l'Orchestre philharmonique de Lisbonne (Filarmónica de Lisboa) et présente certaines de ses œuvres accueillies par le public avec enthousiasme. Il poursuit sa carrière de chef d'orchestre et voyage à Paris, Nantes, Toulouse Angers et Marseille où, de 1925 à 1928, il reprend les Grands concerts classiques. Il y dirige des œuvres de Jean-Sébastien Bach, notamment les deux passions selon saint Jean et selon saint Matthieu, la messe en si mineur et le Magnificat. Il dirige également la Missa solemnis de Beethoven, Un requiem allemand de Brahms, Parsifal de Richard Wagner et La vida breve de Manuel de Falla.
En 1928, sa santé le contraint à interrompre sa carrière et de se fixer à Lisbonne. Il participe aux représentations musicales portugaises à l'Exposition ibéro-américaine de Séville en 1929 tandis qu'il poursuit ses recherches sur la musique folklorique et continue l'étude des œuvres de musique ancienne portugaise. Il meurt d'une longue tuberculose le 18 juillet 1934 à Lisbonne.

## Œuvres

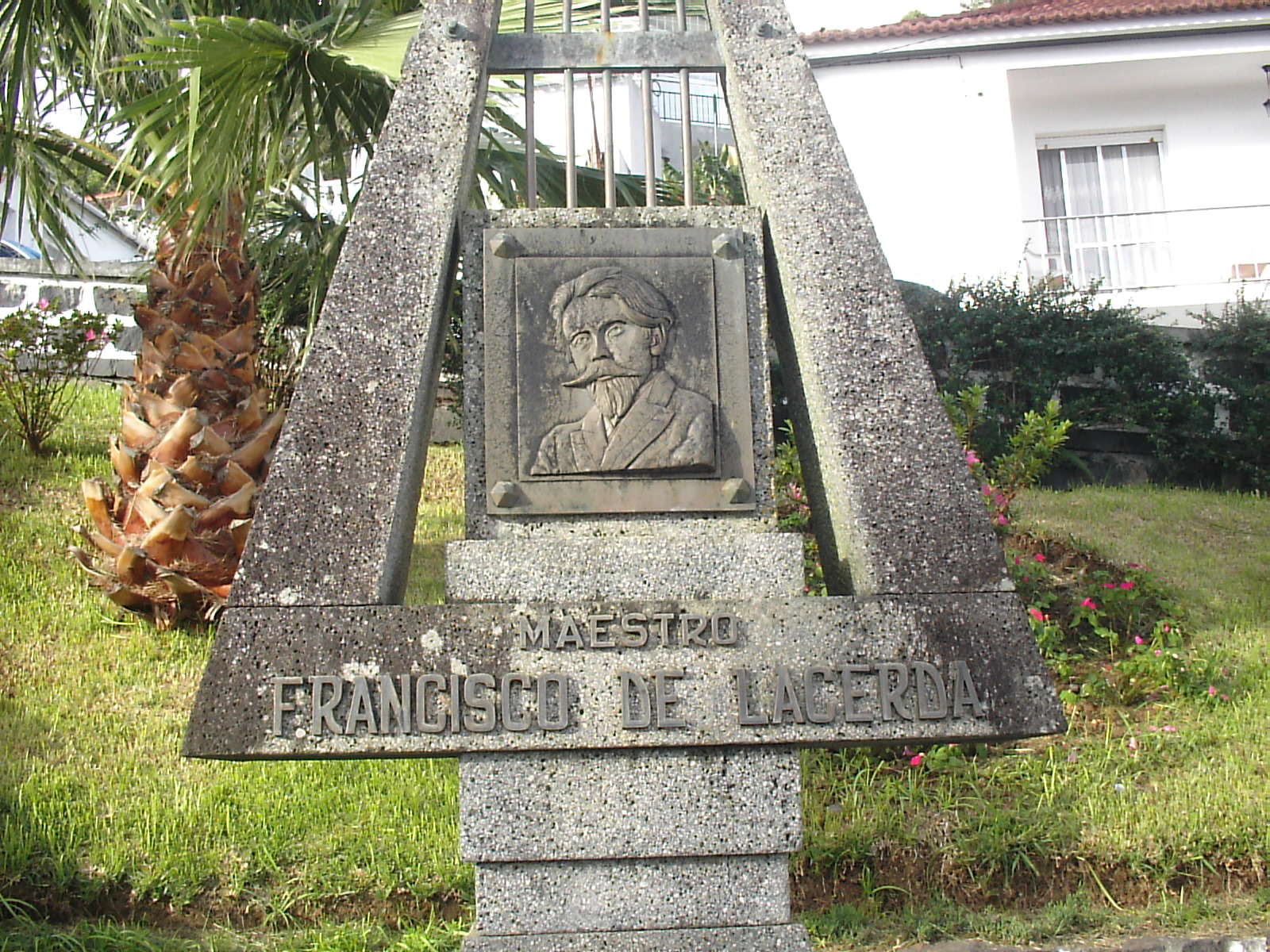
Jardin Francisco de Lacerda, Monument à Francisco de Lacerda, à Calheta, ile de São Jorge aux Açores.

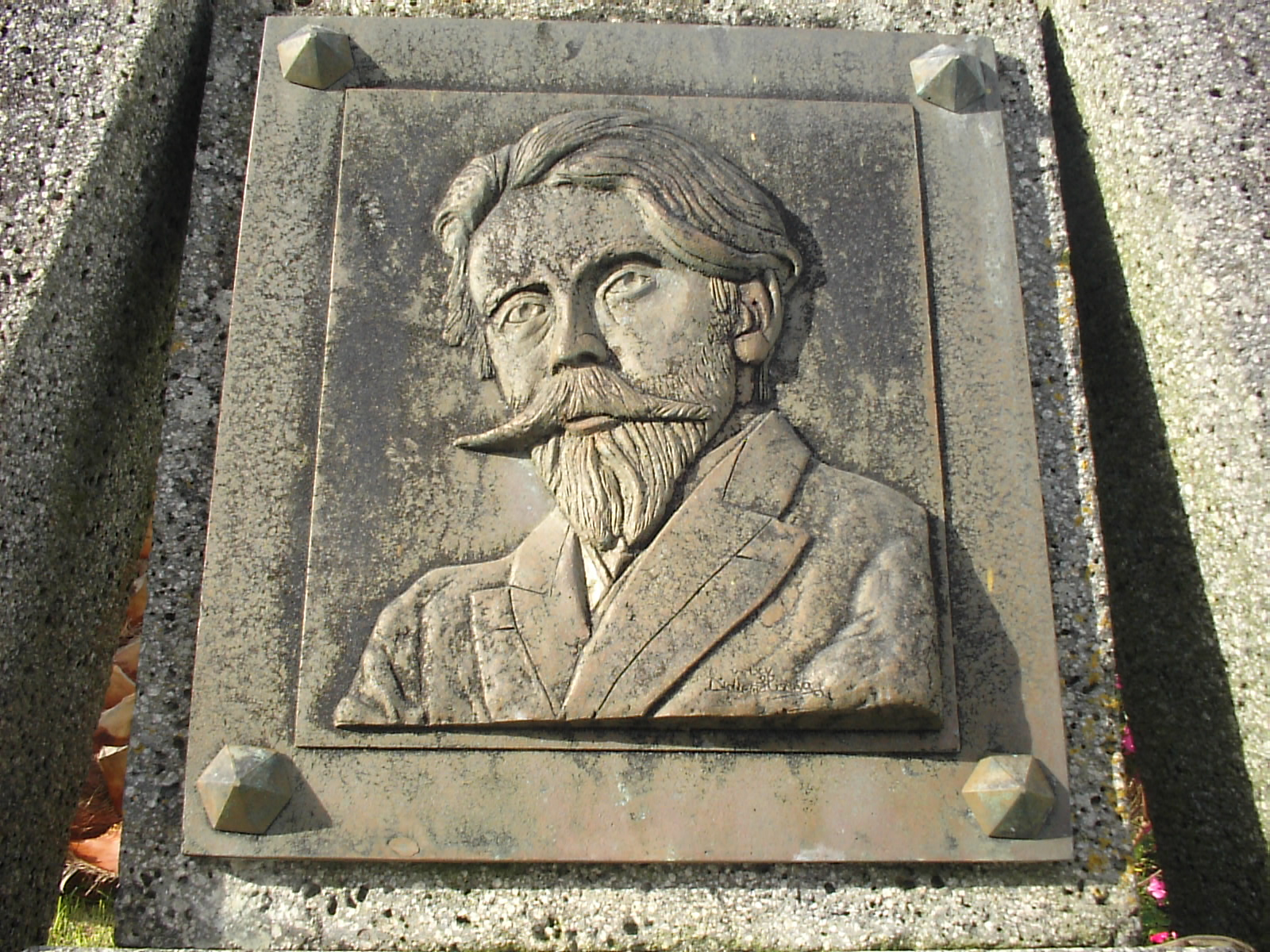
Monument à Francisco de Lacerda. Jardin du même nom,à Calheta, ile de São Jorge aux Açores.

Bien qu'il passe le plus de temps à la direction d'orchestre, à l'enseignement et à l'étude du folklore, Francisco de Lacerda laisse un catalogue d'œuvres qui comportent entre autres la pièce symphonique Almourol e Álcacer, une musique de scène A Intrusa d'après Maurice Maeterlinck qui selon Ernest Ansermet constitue une des œuvres les plus emblématiques de l'impressionnisme musical, une musique de ballet et des pièces pour orgues, piano, guitare, des trios et quatuors à cordes. Sont à noter les deux séries de pièces pour voix et piano, les Trovas, témoignages de musique populaire portugaise et plus spécifiquement des Açores.
Sa production musicale fait de Francisco de Lacerda une des figures emblématiques de la musique et de la culture portugaise de son temps et a acquis une véritable reconnaissance internationale, notamment en accompagnant de nombreux orchestre renommés et sa collaboration avec des musiciens talentueux comme le pianiste Vianna da Motta, le chanteur Francisco de Andrade ou la violoncelliste Guilhermina Suggia.

## Discographie sélective
Certaines œuvres sont disponibles et éditées par le label portugais Portugalsom :
- Quatre pièces pour orchestre et deux séries de Trovas avec la soprano Elvira Archer et l'Orchestre philharmonique de Budapest

Autres labels :
- Bruno Belthoise interprète des pièces pour piano, notamment les Trente-six histoires pour amuser les enfants d'un artiste. Label Coriolan, COR 330 701